# Ecnomus fuscus
Ecnomus fuscus är en nattsländeart som beskrevs av Douglas E. Kimmins 1957. Ecnomus fuscus ingår i släktet Ecnomus och familjen trattnattsländor. Inga underarter finns listade i Catalogue of Life.